# Bonduel
Bonduel is een plaats (village) in de Amerikaanse staat Wisconsin, en valt bestuurlijk gezien onder Shawano County.

## Demografie
Bij de volkstelling in 2000 werd het aantal inwoners vastgesteld op 1416. In 2006 is het aantal inwoners door het United States Census Bureau geschat op 1374, een daling van 42 (-3,0%).

## Geografie
Volgens het United States Census Bureau beslaat de plaats een oppervlakte van 5,7 km², geheel bestaande uit land. Bonduel ligt op ongeveer 279 m boven zeeniveau.

## Plaatsen in de nabije omgeving
De onderstaande figuur toont nabijgelegen plaatsen in een straal van 20 km rond Bonduel.